# داستان نظامی
داستان نظامی زیرژانری از داستان علمی تخیلی یا تاریخ جایگزین است که بر فعالیت‌های نظامی مانند جنگ، نبرد، پیکار یا زندگی نظامی تمرکز دارد.

## انواع
ژانرهای اصلی داستان نظامی عبارتند از:
- رمان جنگی، از جمله داستان‌های نظامی نوشته شده[۶][۷]
- فیلم جنگی، داستانی نظامی در سینما[۸][۴]
- بازی‌های ویدئویی نظامی و جنگی[۵][۹]

زیرژانرهای داستان نظامی عبارتند از:
- علمی تخیلی نظامی[۱][۳][۷][۴]
- داستان دریایی[۱۰]
- داستان نظامی هندی (در هند)